# Bravo☆Bravo
«Bravo☆Bravo» es el noveno sencillo de la unit de Hello! Project, Buono!. "Bravo☆Bravo" es usada para el primer ending del anime Shugo Chara Party!.
"Bravo☆Bravo" fue lanzado el 16 de diciembre de 2009 en Japón bajo la discográfica Pony Canyon. Se lanzó en dos ediciones diferentes: Regular y Limitada. La edición limitada incluye un DVD adicional. La primera impresión de la edición normal y limitada del sencillo viene con un photocard.
La edición Single V fue lanzada el 22 de diciembre de 2009.

## Créditos
- Bravo☆Bravo
  - Letra: Miura Noriko
  - Composición: Tsunku
  - Arreglos: Nishikawa Susumu

- ーWinter Storyー
  - Letra: Kawakami Kaki
  - Composición: AKIRASTAR
  - Arreglos: AKIRASTAR, Shinjiro Inoue

## Lista de canciones

### CD
1. Bravo☆Bravo
2. ーWinter Storyー
3. Bravo☆Bravo (Instrumental)
4. ーWinter Storyー (Instrumental)

### DVD (Edición Limitada)
1. "Bravo☆Bravo" Jacket Photography Making of (ジャケット撮影メイキング?)

### Single V
1. Bravo☆Bravo (Music Clip)
2. Bravo☆Bravo Dance Shot Ver. (Idol Buono!)
3. Bravo☆Bravo Dance Shot Ver. (Rock Buono!)
4. Bravo☆Bravo Close Up Ver.
5. Bravo☆Bravo PV Making (PV撮影メイキング)

## Actuaciones en televisión
- 12 de diciembre de 2009: FUJIWARA no Arigatai to Omoii!
- 13 de diciembre de 2009: MUSIC JAPAN

## Puestos y ventas enOricon

### Sencillo
| Lunes | Martes | Miércoles | Jueves | Viernes | Sábado | Domingo | Ranking/Puesto semanal | Ventas |
| ----- | ------ | --------- | ------ | ------- | ------ | ------- | ---------------------- | ------ |
| –     | 4      | 6         | 6      | 10      | 13     | 2       | 4                      | 18 086 |
| 10    | 41     | -         | -      | -       | -      | -       | 48                     | 1515   |
| –     | -      | -         | -      | -       | -      | -       | -                      | 779    |
| –     | -      | -         | -      | -       | -      | -       | -                      | -      |

Ventas totales: 20 380*[cita requerida]
- Las ventas de las semanas 3 y 4 combinadas sumas 779 copias vendidas.

### Single V
| Lunes | Martes | Miércoles | Jueves | Viernes | Sábado | Domingo | Ranking/Puesto semanal | Ventas |
| ----- | ------ | --------- | ------ | ------- | ------ | ------- | ---------------------- | ------ |
| –     | 4      | -         | -      | -       | -      | -       | 20                     | 2960   |
| –     | -      | -         | -      | -       | -      | -       | -                      | -      |

Ventas totales: 2960[cita requerida]